# Giuseppe Aurelio di Gennaro
Giuseppe Aurelio di Gennaro (Napoli, 1701 – Napoli, 25 agosto 1761) è stato un avvocato, giurista e poeta italiano, che, resosi celebre come oratore del foro di Napoli e per importanti cariche nella magistratura borbonica ottenute durante il regno di Carlo III, di cui fu consigliere, scrisse, oltre a varie opere di giurisprudenza, più volte ristampate, anche il trattato Delle viziose maniere di difender le cause nel foro, una sorta di galateo della professione forense e di una corretta interpretazione e applicazioni delle leggi, in contrasto con l'imbarbarimento dei sistemi giuridici e giudiziari.

## Biografia
Figlio di Ottavio, avvocato, e di Cecilia Franco, studiò dai gesuiti. Si perfezionò prima in belle lettere e poi in filosofia, facendo parte di varie circoli culturali e segnalandosi tra i discepoli di Giambattista Vico. Quindi, passò allo studio della giurisprudenza.
Diventato magistrato nel 1730, dal 1738 venne nominato giudice della sezione civile della Gran Corte della Vicaria. Poco più tardi, nel 1741, fu incaricato dal sovrano borbonico, su istanza di Bernardo Tanucci, di portare avanti, assieme ad altri giuristi, l'idea di un codice carolino, rimasto incompiuto, con l'intento di uniformare la giurisprudenza fino ad allora stratificatasi. Segretario della Real Camera di Santa Chiara dal 1745, tre anni più tardi diventò consigliere del Re. Nel 1753 ottenne la cattedra di diritto feudale presso l'Università di Napoli.
Ebbe molta fama come avvocato, anche indotta dalle recensioni internazionali ottenute dai suoi volumi, più volte ristampati. La sua prima opera fu la curiosa Respublica jurisconsultorum (1731), che scrisse a trent'anni. In tale volume, di Gennaro immaginava che in un remoto anfratto del Mediterraneo vi fosse un'isola, in cui si recavano, dopo la morte, tutti i giureconsulti. Questi vi avevano fondato un governo che, sulla base della Repubblica romana, era diviso in tre ordini: i senatori, i cavalieri ed i plebei. I primi erano costituiti dai giuristi che erano vissuti nel periodo corrente tra Sesto Papirio e Modestino; l'ordine dei cavalieri raggruppava tutti gli esperti di diritto i quali, dopo Modestino, sotto il quale si sancì la decadenza della giurisprudenza romana, erano vissuti fra Roma e Costantinopoli; il popolo, infine, si componeva di quei giuristi che avevano discusso le proprie tesi con sagacia e arguzia. Di Gennaro stesso approdava nell'isola, trovandovi consoli Ulpiano e Papiniano e presidente del Senato Sulpicio. Tale opera venne poi ripresa e continuata, a distanza di vent'anni, con le Feriae autumnales post reditum a republica jurisconsultorum (1752). Qui, infatti, egli immaginava che, una volta ritornati dall'isola, i viaggiatori passassero insieme le vacanze autunnali a discutere, sotto forma di dialoghi, delle regole del diritto.
Del 1744 è, invece, Delle viziose maniere del difendere le cause nel Foro. Dedicato a Papa Benedetto XIV, questo trattato, composto di dieci capitoli, si configura come una raccolta dei più importanti precetti sui difetti che l'avvocato non deve proprio avere, soffermandosi sugli ostacoli da evitare: al precetto viene accoppiato sempre l'esempio, con uno stile puro ed elegante e con riflessioni non dommatiche e mai sentenziose. Vi si esamina, pertanto, lo studio dell'avvocato (I cap.), la mancanza dell'arte del ben pensare (II cap.), l'affettazione (III cap.), la prolissità (IV cap.), l'audacia (V cap.), la timidezza (VI cap.), l'incostanza (VII cap.), la pertinacia (VIII cap.), la furberia (IX cap.), nonché l'avidità (X cap.). Il trattato venne tradotto in francese, nel 1787, con il titolo L'ami du barreau, ou traité des manières vicieuses de défendre le causes.

## Opere principali
- Respublica iurisconsultorum, Mosca, Napoli 1731 (poi Lipsia 1733).
- Ragioni per la fedelissima, ed eccellentissima città di Napoli colle quali si dimostra la giustizia delle suppliche date a sua cesarea e cattolica Maesta affinché s'impediscano gl'incessanti acquisti de' beni stabili che si fan dagli ecclesiastici, s.e., Napoli 1733.
- Della famiglia Montalto, eredi di Giuseppe Longhi, Bologna 1735.
- Carmina, De Simone, Napoli 1742.
- Delle viziose maniere del difender le cause nel foro, Mosca, Napoli 1744.
- Feriae Autumnales post reditum a republica jurisconsultorum, Abbate, Napoli 1752.
- De jure feudali. Oratio in publico neapolitano lyceo habita 6. idus januarias ann. 1754, s.e., Napoli 1754.
- Opere diverse, Raimondi, Napoli 1756.
- Sul mantenimento annuale dovuto dal Comune di Afragola alla chiesa di S. M. D'Ajello ed al suo sotto-parroco, Porcelli, Napoli 1840.